# Estação Antero de Quental / Leblon
A Estação Antero de Quental / Leblon é uma das estações do Metrô do Rio de Janeiro, situada no bairro do Leblon, entre a Estação Jardim de Alah e a Estação São Conrado. Faz parte da Linha 4.
Foi inaugurada em 30 de julho de 2016. Localiza-se no cruzamento das seguintes avenidas: Ataulfo de Paiva, General Urquiza, Bartolomeu Mitre e General San Martín, sob a Praça Antero de Quental. Atende o bairro do Leblon.
A estação conta com dois acessos: 
Acesso A - Bartolomeu Mitre
Acesso B - General Urquiza
Possui integração com o Metrô na Superfície.

## História
Ela em conjunto com as outras quatro estações construídas como parte da linha 4, foi inaugurada em 5 de agosto de 2016, na abertura das Olimpíadas em uma viagem inaugural exclusivamente para a “família olímpica”, que reúne os atletas, colaboradores e público das competições.
Em agosto de 2022, a estação foi renomeada de "Antero de Quental" para "Antero de Quental / Leblon", ocasião em que as estações ganharam sufixos com os nomes dos bairros em que se localizam.